# Бана, Эрик
Эрик Бана (англ. Eric Bana, при рождении Эрик Банадинович (Eric Banadinović); род. 9 августа 1968, Мельбурн) — австралийский киноактёр.
Первое признание критиков снискал в 2000 году за роль в биографическом триллере «Взгляд изнутри».
Наиболее известные фильмы с участием Эрика Баны — «Чёрный ястреб» (2001), «Халк» (2003), «Троя» (2004), «Мюнхен» (2005), «Звёздный путь» (2009).

## Биография
Эрик Бана родился 9 августа 1968 года в Мельбурне, Австралия. Эрик — младший сын хорвата Ивана Банадиновича, менеджера по логистике в компании Caterpillar, и немки Элеоноры, которая работала парикмахером.
Бана вырос в пригороде Тулламарин, что находится около аэропорта к западу от Мельбурна. После школы сменил ряд занятий (мыл машины, собирал тележки в супермаркете, нанимался рабочим в компанию морских перевозок), а актёрским ремеслом занялся благодаря случайности — в 1991 году Бана довелось выступить в жанре stand-up comedy в мельбурнском отеле Castle Hotel, где он работал барменом, после чего на протяжении двух лет он подрабатывал комиком в дешёвых пабах.
В 1993 году Эрик успешно дебютировал на телевидении в вечернем ток-шоу Стива Визарда Tonight Live. Затем на талантливого комика обратили внимание продюсеры скетч-сериала «Вид спереди», и Бана получил приглашение принять участие в проекте — не только в качестве актёра, но и как сценарист. Проработав в сериале три года, он стал достаточно популярен и в 1997 году открыл собственное телешоу под названием «Эрик». Хотя по окончании первого сезона из-за низких рейтингов передачу сняли с эфира, в том же году Бана получил премию Logie Award как лучший комик.
Актёр дебютировал на киноэкране в 1997 году, сыграв небольшую роль в комедии «Замок». Кроме того в этом же году Бана женился на Ребекке Глисон, журналистке телеканала Seven Network, с которой познакомился двумя годами ранее. Пара остаётся вместе до сих пор и воспитывает двоих детей — сына Клауса (род. 1999) и дочь Софию (род. 2002).
Следующим фильмом с участием Бана стала криминальная драма «Взгляд изнутри» (2000). В основу её сюжета легла автобиографическая книга известного австралийского преступника Марка Брендона Рида по прозвищу Мясник, в роли которого и снялся Бана. Примечательно, что идея пригласить Эрика принадлежала самому Риду, который, увидев шоу актёра по телевизору, предложил его кандидатуру режиссёру Эндрю Доминику. Чтобы добиться сходства со своим героем, Бана побрился наголо и набрал 13 кг веса, а во время подготовки к роли провёл два дня в обществе преступника, перенимая его манеры. Во время съёмок Бана появлялся на площадке в 4 часа утра, так как процесс гримирования занимал ежедневно по пять часов — его прототип был покрыт характерными татуировками. Роль Мясника Рида стала настоящим прорывом в кинокарьере актёра: «Взгляд изнутри» снискал несколько престижных в Австралии кинонаград, а сам Бана был удостоен премии Австралийского киноинститута и кинофестиваля в Стокгольме как лучший актёр.
В 2001 году Бана наряду с Юэном Макгрегором и Джошем Хартнеттом снялся в военной драме Ридли Скотта «Чёрный ястреб». Этот фильм, основанный на реальных событиях, повествовал о военной операции американской армии в Сомали в 1993 году. Бана исполнил в нём роль сержанта Хута, снайпера американского спецназа Delta Force, предварительно пройдя подготовку в учебном лагере на базе Форт-Брэгг в Северной Каролине.
Затем Бана получил предложение сняться в боевике «Три икса», однако он отдал предпочтение австралийской комедии «Самородок» (2002), где сыграл неудачливого рабочего по имени Лотто, и роль отошла Вину Дизелю.
В 2003 году актёра пригласили исполнить главную роль в фантастическом фильме «Халк», в основу которого легла серия популярных одноименных комиксов. Узнав, что режиссёром картины выступит Энг Ли, Бана согласился, однако в итоге «Халк» не снискал ни похвалы критиков, ни успеха в прокате. В 2007 году ему предложили сняться в сиквеле фильма, но Бана уступил роль Эдварду Нортону. В том же 2003 году актёр принял участие в работе над мультфильмом «В поисках Немо», озвучив акулу по имени Анкор.
В 2004 году вместе с Брэдом Питтом Бана снялся в высокобюджетном историческом фильме «Троя», сыграв Гектора, предводителя троянцев. Картина снискала успех у публики, особенно за пределами США, собрав в мировом прокате 497 миллионов долларов.
В 2005 году он снялся в картине Стивена Спилберга «Мюнхен» — это драма, основанная на реальных событиях и повествующая о террористическом акте на Олимпиаде 1972 года, во время которого были убиты 11 израильских спортсменов. Бана исполнил роль агента Моссада, возглавившего операцию по уничтожению террористов. «Мюнхен» получил пять номинаций на премию «Оскар», в том числе как лучший фильм года.
Следующим фильмом актёра стала романтическая комедия «Везунчик», где он появился в роли профессионального игрока в покер Хака Чивера.
В начале 2007 года Бана в паре с Франкой Потенте завершил съёмки в австралийской драме «Забытые желания» (в основу сюжета этого фильма легли одноимённые мемуары профессора философии Раймонда Гаита).
В драме «Ещё одна из рода Болейн» (2008), Бана исполнил роль короля Генриха VIII, а его партнёршами выступили Натали Портман и Скарлетт Йоханссон.
В 2009 году вышел фильм «Жена путешественника во времени», где Бана исполнил главную роль.
Дружит с Хью Джекманом.

## Личная жизнь
В 1997 году Эрик Бана женился на журналистке Ребекке Глиссон, с которой познакомился в 1995 году. Пара воспитывает двоих детей: сына Клауса (род. 1999) и дочь Софию (род. 2002).

## Фильмография
| Год  |     | Русское название                | Оригинальное название            | Роль               |
| ---- | --- | ------------------------------- | -------------------------------- | ------------------ |
| 1993 | с   | Вид спереди                     | Full Frontal                     | разные персонажи   |
| 1997 | ф   | Замок                           | The Castle                       | Кон Петропулос     |
| 1997 | тф  | Эрик                            | Eric                             | разные персонажи   |
| 2000 | ф   | Арктическое приключение         | Arctic Adventure                 | Оз                 |
| 2000 | с   | Все святые                      | All Saints                       | Роб Билетски       |
| 2000 | ф   | Взгляд изнутри                  | Chopper                          | Марк Брендон Рид   |
| 2000 | с   | Что-то в воздухе                | Something in the Air             | Джо Сабатини       |
| 2001 | ф   | Чёрный ястреб                   | Black Hawk Down                  | Хут                |
| 2002 | ф   | Самородок                       | The Nugget                       | Лотто              |
| 2003 | мф  | В поисках Немо                  | Finding Nemo                     | Анкор              |
| 2003 | ф   | Халк                            | Hulk                             | Халк/Брюс Бэннер   |
| 2004 | ф   | Троя                            | Troy                             | Гектор             |
| 2005 | ф   | Мюнхен                          | Munich                           | Авнер              |
| 2007 | ф   | Забытые желания                 | Romulus, My Father               | Ромулус Гаита      |
| 2008 | ф   | Фактор Икс                      | Factor X                         | Кен Лендвер        |
| 2008 | ф   | Везунчик                        | Lucky You                        | Хак Чивер          |
| 2008 | ф   | Ещё одна из рода Болейн         | The Other Boleyn Girl            | Генрих VIII        |
| 2009 | ф   | Люби чудовище                   | Love the Beast                   | Камео              |
| 2009 | ф   | Приколисты                      | Funny People                     | Кларк              |
| 2009 | ф   | Звёздный путь                   | Star Trek                        | Нерон              |
| 2009 | ф   | Жена путешественника во времени | The Time Traveler’s Wife         | Генри ДеТамбл      |
| 2011 | ф   | Ханна. Совершенное оружие       | Hanna                            | Эрик Хеллер        |
| 2012 | ф   | Чёрный дрозд                    | Deadfall                         | Эддисон            |
| 2013 | ф   | Замкнутая цепь                  | Closed Circuit                   | Мартин Уиккерс     |
| 2013 | ф   | Уцелевший                       | Lone Survivor                    | Эрик С. Кристенсен |
| 2014 | ф   | Избави нас от лукавого          | Deliver Us from Evil             | Ральф Сарчи        |
| 2015 | ф   | И грянул шторм                  | The Finest Hours                 | Дэниел Клафф       |
| 2015 | ф   | Скрижали судьбы                 | The Secret Scripture             | доктор Уильям Грин |
| 2016 | ф   | Специальные корреспонденты      | Special Correspondents           | Фрэнк Боннэвиль    |
| 2017 | ф   | Меч короля Артура               | King Arthur: Legend of the Sword | Утер Пендрагон     |
| 2017 | ф   | Прощённый                       | The Forgiven                     | Пит Бломфельд      |
| 2018 | с   | Грязный Джон                    | Dirty John                       | Джон Миган         |
| 2018 | док |                                 | Great Barrier Rief               | рассказчик         |
| 2020 | ф   | Город тайн                      | The Dry                          | Аарон Фальк        |
| 2021 | док |                                 | Envoy: Shark Cull                | рассказчик         |
| 2021 | мф  | Дорога домой                    | Back to the Outback              | Чез Хант           |
| 2022 | ф   | Чип и Дейл спешат на помощь     | Chip 'n Dale: Rescue Rangers     | Рокфор             |
| 2022 | ф   | Синяя спина                     | Blueback                         | Безумный Мака      |
| 2023 | ф   | Город тайн: Исчезнувшая         | Force of Nature: The Dry 2       | Аарон Фальк        |
| 2024 | ф   | Город страха                    | Berlin Nobody                    | Бен Монро          |
| 2025 | с   | Неукротимый                     | Untamed                          | Кайл Тернер        |

## Награды и номинации
Перечислены основные награды и номинации. Полный список см. на IMDb.com
Награды
- 2000 Премия Австралийского киноинститута — лучший актёр, за фильм «Взгляд изнутри»
- 2000 Премия Стокгольмского кинофестиваля — лучший актёр, за фильм «Взгляд изнутри»

Номинации
- 2006 Премия Австралийского киноинститута — лучший актёр, за фильм «Мюнхен»
- 2005 Премия MTV Movie Awards — лучшая битва, за фильм «Троя» (совместно с Брэдом Питтом)